# Ammassivik
Ammassivik (Deens: Sletten) is een klein dorp in de gemeente Kujalleq in Groenland. 
Het dorp heeft 34 inwoners (2018).

## Ligging
Ammassivik ligt aan de noordwestkust van een schiereiland tussen Uunartup Kangerlua in het zuiden en Alluitsup Kangerlua in het noorden. Op de tegenoverliggende oever ligt Alluitsoq en iets zuidelijker Alluitsup Paa. Wat verder naar het noorden splitst de fjord zich in tweeën. Aan de oevers daarvan liggen nog de plaatsen Qallimiut en Qorlortorsuaq.

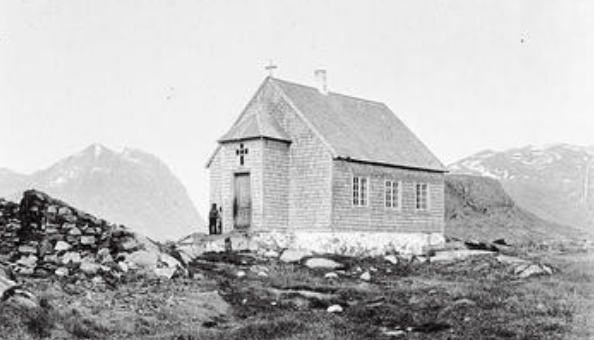
Kerk uit 1892

## Geschiedenis
Ammassivik is sinds 1889 bewoond. In 1899 werden zendelingen van de Herrnhutters hier actief.

## Economie
Voorheen leefde Ammassivik onder andere van de schapenteelt, tegenwoordig domineren de jacht en visserij. De visfabriek uit 1946 droogt vooral kabeljauwen, verwerkt soms ook de viskuit van de kleine modderkruiper, zwarte heilbot, zalm en kabeljauw, en de bessen van kraaihei die traditioneel bij vis worden gegeten. Er zijn plannen om zich meer op landbouw te richten, zoals verbouw van aardappels en herinvoering van schapenteelt.

## Infrastructuur en voorzieningen
De haven bestaat uit een kade en een ponton. Er is een helihaven. De enkele wegen in het dorp zijn verhard met grind.
Er is een kleine energiecentrale en over zee wordt drinkwater aangevoerd, dat in een opslagplaats die in 2015 is geplaatst, wordt gezuiverd. De meeste huizen en gebouwen zijn op elektriciteit aangesloten, slechts enkele op de waterleiding. Er is geen riolering, afvalwater wordt in zee of in de bodem geloosd; vuilnis wordt gedeponeerd en verbrand. De winkel werd in 1922 geopend en wordt tegenwoordig vanuit Pilersuisoq beheerd.

## Bebouwing
In 1896 werd een school opgericht. Het gebouw wordt niet meer gebruikt en heeft een renovatie nodig. In Ammassivik worden ook kinderen uit omliggende gehuchten onderwezen. De kapel van de school, uit 1899, valt onder de monumentenbescherming. Een bejaardenhuis was operationeel van 1988 tot 2016 maar is gesloten. Het dorpsbureau bevindt zich in een voormalige woning. De brandweer en een servicepost gebruiken hetzelfde gebouw. Het dorp beschikt over een werkplaats, een voetbalveld en een begraafplaats. Een behoorlijk aantal woonhuizen is vervallen en moet worden afgebroken.

## Bevolkingsontwikkeling
Het aantal inwoners daalt voortdurend. Rond 1980 woonden er 150-155 mensen, rond 2015 tussen 30 en 35. Het is na Qassimiut de plaats met de sterkste terugloop.